# Vibrio alginolyticus
Espèce
Synonymes
- Oceanomonas alginolytica[1]
- Beneckea alginolytica [1],[2]
- Pseudomonas creosotensis [3]

Vibrio alginolyticus est une bactérie Gram-négative marine. Elle est d'une importance médicale puisque responsable d'otite et d'infections cutanées.  Elle se retrouve au sein d'animaux comme les diodons chez qui elle est responsable de la production d'une neurotoxine, la tétrodotoxine.